# Danielle Foccart
Danielle Foccart, più conosciuta come Computo, è un personaggio dei fumetti DC Comics. Fu membro del gruppo di Legionari noti come "Batch SW6" nel XXX secolo. È la sorella minore di Jacques Foccart, che si unì alla Legione dei Super-Eroi come secondo Invisible Kid.

## Biografia del personaggio
Danielle è nativa della Terra, da quella che un tempo fu la nazione afro-francese della Costa d'Avorio. Prima della pubertà Danielle soffrì di un disordine neurologico che quasi la uccise e che lasciò in ginocchio i più grandi esperti del XXX secolo. Come ultima risorsa, suo fratello maggiore Jacques la portò da Brainiac 5 della Legione dei Super Eroi perché la curasse. Brainiac 5 avventatamente decise di utilizzare un pezzo di circuito dalla macchina smantellata un tempo nota come Computo, un super computer altamente avanzato che lui stesso creò anni prima e che ribellatosi al suo creatore assassinò uno dei corpi di Triplicate Girl. Sopravvivendo come intelligenza artificiale, Computo prese subito possesso del corpo di Danielle, poi passò a controllare il quartier generale della Legione e infine la città di Metropolis, quasi uccidendo alcuni Legionari. Al fine di salvare sia Danielle che gli altri, Jacques bevve il siero dell'invisibilità di Lyle Norg ottenendo così i poteri dell'Invisible Kid originale. Anche se il controllo sul quartier generale da parte dell'Intelligenza Artificiale fu interrotto, questo mantenne il possesso del corpo della ragazza. Brainiac 5 riuscì a curare il disordine di Danielle ed esorcizzare Computo dal suo corpo dopo aver dedicato a questo problema un anno intero, e poco dopo una Danielle Foccart apparentemente normale e in piena salute fece ritorno alla propria casa in Costa d'Avorio.

### Cinque anni dopo
Durante il "Five Year Gap" dopo le Guerre Magiche, la Terra cadde sotto il controllo dei Dominatori e finì col distaccarsi dai Pianeti Uniti. La Terra cominciò ad allontanarsi dai Pianeti Uniti e il governo divenne più repressivo. Ad un certo punto, Danielle fu rapita dai Dominatori insieme ad altri umanoidi in possesso di superpoteri. Dopo di che fu liberata e riunita con Jacques, che divenne il leader di una cellula di resistenza che incluse sé stesso, Tyroc e gli ex membri della Legione degli Eroi Sostituti. Poco dopo, Danielle (ora un'adolescente) divenne membro di alcuni Dominatori altamente classificati "Batch SW6". Originariamente i Batch SW6 sembrarono essere un gruppo di cloni adolescenti dei Legionari, creati da alcuni campioni presi, in apparenza, prima della morte di Ferro Lad per mano del Mangiatore di Soli. A quell'epoca, Danielle acquisì l'abilità di comunicare e di controllare i computer semplicemente interfacciandosi con loro psionicamente. Non è chiaro se questa abilità si sviluppò a causa della sua possessione dovuta a Computo, o agli esperimenti dei Dominatori, o al metagene posseduto da numerosi nativi della Terra. In una dimostrazione di deliberata ironia, Danielle si appropriò del nome in codice di Computo.
Anche se i Dominatori in seguito furono sconfitti, la Terra fu distrutta pochi giorni dopo in un incidente reminiscente quello di Krypton avvenuto più di un millennio prima. Poche dozzine di città sopravvissute e i loro abitanti ricostruirono il loro mondo sotto il nome di Nuova Terra. I Legionari SW6 rimasero su questo nuovo mondo e Danielle si unì ai loro ranghi. Presto divenne una vice leader, sotto Cosmic Boy.

### Post-Ora Zero
Dopo che la continuità della Legione venne completamente riscritta dagli eventi di Ora Zero, Jacques fu descritto come un amico d'infanzia di Lyle Norg, che passò molto tempo in compagnia della famiglia Foccart. Una ragazzina, che si presume possa essere Danielle, comparve in un pannello presente in Legionnaires n. 66 (dicembre 1998), ma non mostrò alcun superpotere. Danielle non fece nessun'altra comparsa post-Ora Zero o nella terza versione della continuità della Legione.

### Post-Crisi Infinita
Gli eventi della miniserie Crisi infinita, ricostituirono una continuity analoga alla versione della Legione pre-Crisi sulle Terre infinite, come visto nella storia "The Lightning Saga" in Justice League of America e Justice Society of America, e nella storia "Superman e la Legione dei Supereroi" in Action Comics. Mentre venne un Jacques Foccart adulto comparve nella serie, Danielle non si vide. Tuttavia, la Danielle originale (nella sua identità di Computo) fu presente quando multiple versioni della Legione si scontrarono contro Superboy-Prime, Time Trapper e la Legione dei Supercriminali.